# S.M.A.R.T.
S.M.A.R.T.(Self-Monitoring, Analysis and Reporting Technology, "자가 진단, 분석, 보고 기술", 간단히 SMART)는 컴퓨터 하드 디스크 드라이브의 신뢰성을 검사하여 잠재적인 실패 가능성을 진단, 보고하는 감시 체계이다.
S.M.A.R.T가 실패를 예측할 때 사용자는 드라이브를 교체하여 예기치 않은 과전압 문제나 데이터 손실을 막을 수 있다. 제조업체는 S.M.A.R.T. 데이터를 이용하여 문제 여부를 발견하고 추후의 드라이브 설계시 참고하여 이를 예방할 수 있다.

## 배경
하드 디스크 실패는 두 가지 기본 분류 가운데 하나에 기인한다:
- 저장소 표면의 기계적 마모, 점진적 감손과 같은 느린 처리로 인한 예측할 수 있는 실패가 일어날 수 있다. 모니터링을 통해 이러한 실패가 일어날 가능성이 있는지 결정할 수 있다.
- 아무런 경고 없이 예측할 수 없는 실패가 갑자기 일어날 수 있다. 전자 부품의 결함에서부터 갑작스런 기계적 실패(부적절한 관리로 인한 가능성)에 이르기까지 범위는 다양하다.

기계적인 문제가 모든 드라이브 실패의 약 60%를 차지한다.

## 알려진 ATA S.M.A.R.T. 특성
| Higher          | 높은 값일수록 좋음                                     |
| Lower           | 낮은 값일수록 좋음                                     |
| 위험: 분홍색 행 | 갑작스러운 고장에 대한 잠재적인 가능성을 나타내는 수치 |

| ID   | 16진 | 특성 이름 |
| ---- | ---- | --- |
| 01   | 0x01 | 읽기 오류율 (Read Error Rate)                                                                                       |
| 02   | 0x02 | 처리량 성능 |
| 03   | 0x03 | 스핀 업 시간 |
| 04   | 0x04 | 시작/정지 횟수 |
| 05   | 0x05 | 재할당된 섹터 수 (Reallocated Sectors Count)                                                                        |
| 06   | 0x06 | 읽기 경로 마진 |
| 07   | 0x07 | 탐색 오류율 |
| 08   | 0x08 | 탐색 시간 성능 |
| 09   | 0x09 | 사용 시간 (POH) |
| 10   | 0x0A | 스핀 재시도 횟수 |
| 11   | 0x0B | 재측정 재시도 / 측정 재시도 수                                                                                      |
| 12   | 0x0C | 사용 횟수 (Power Cycle Count)                                                                                       |
| 13   | 0x0D | 소프트 읽기 오류 속도                                                                                               |
| 180  | 0xB4 | 총 비사용 예약 블록 수                                                                                              |
| 181  | 0xB5 | 총 프로그램 실패 수 / 비-4K 정렬 액세스 수                                                                          |
| 183  | 0xB7 | SATA 다운시프트 오류 수 / 런타임 불량 블록                                                                          |
| 184  | 0xB8 | 앤드 투 앤드 오류 정정 횟수                                                                                         |
| 185  | 0xB9 | 헤드 안정성 |
| 186  | 0xBA | 유도 Op-진동 감지                                                                                                   |
| 187  | 0xBB | 회복 불가능 오류 수                                                                                                 |
| 188  | 0xBC | 명령 제한 시간 초과 (Command Timeout)                                                                               |
| 189) | 0xBD | 높은 플라이 쓰기 횟수 (High Fly Writes)                                                                             |
| 190  | 0xBE | 공기 온도 (Airflow Temperature (WDC) resp. Airflow Temperature Celsius (HP))                                        |
| 190  | 0xBE | 100부터 온도 차이                                                                                                   |
| 191  | 0xBF | 충격에 의한 오류율 (G-sense Error Rate)                                                                             |
| 192  | 0xC0 | 전원 차단에 의한 자기 헤드 대피 횟수 (Power-off Retract Count / Emergency Retract Cycle Count (후지쯔))             |
| 193  | 0xC1 | 로드 사이클 수, 로드/언로드 사이클 수 (Load Cycle Count, Load/Unload Cycle Count (후지쯔))                          |
| 194  | 0xC2 | 장치 온도 (Temperature resp. Temperature Celsius)                                                                   |
| 195  | 0xC3 | 회복된 하드웨어 ECC                                                                                                 |
| 196  | 0xC4 | 재할당 이벤트 수 |
| 197  | 0xC5 | 보류 중인 섹터 수                                                                                                   |
| 198  | 0xC6 | 회복 불가능 섹터 수 (Uncorrectable Sector Count / Offline Uncorrectable / Off-Line Scan Uncorrectable Sector Count) |
| 199  | 0xC7 | 울트라 DMA CRC 오류 수                                                                                              |
| 200  | 0xC8 | 멀티-존 오류율 |
| 200  | 0xC8 | 읽기 오류율 (후지쯔)                                                                                                |
| 201  | 0xC9 | 소프트 읽기 오류율 /TA Counter Detected                                                                             |
| 202  | 0xCA | 데이터 주소 마크 오류 /TA Counter Increased                                                                         |
| 203  | 0xCB | 런아웃 취소 |
| 204  | 0xCC | 소프트 ECC 수정 |
| 205  | 0xCD | 서멀 애스퍼리티 레이트 (TAR)                                                                                        |
| 206  | 0xCE | 플라잉 높이 |
| 207  | 0xCF | 스핀 고전류 |
| 208  | 0xD0 | 스핀 버즈 |
| 209  | 0xD1 | 오프라인 탐색 성능                                                                                                  |
| 210  | 0xD2 | 쓰기 도중 진동 |
| 211  | 0xD3 | 쓰기 도중 진동 |
| 212  | 0xD4 | 쓰기 도중 충격 |
| 220  | 0xDC | 디스크 교대 |
| 221  | 0xDD | G-센스 오류 속도 |
| 222  | 0xDE | 로드된 시간 |
| 223  | 0xDF | 로드/언로드 재시도 수                                                                                               |
| 224  | 0xE0 | 로드 마찰 |
| 225  | 0xE1 | 로드/언로드 주기 수                                                                                                 |
| 226  | 0xE2 | 'In'-타임 로드 |
| 227  | 0xE3 | 토크 증폭 수 |
| 228  | 0xE4 | 전원 차단에 의한 자기 헤드 대피 주기                                                                                |
| 230  | 0xE6 | GMR 헤드 진폭 |
| 230  | 0xE6 | 드라이브 수명 보호 상태                                                                                             |
| 231  | 0xE7 | 온도 |
| 231  | 0xE7 | 남은 SSD 수명 |
| 232  | 0xE8 | 여유 내구도 |
| 232  | 0xE8 | 가용 예약 공간 |
| 233  | 0xE9 | 켜져있는 시간 |
| 233  | 0xE9 | 미디어 소모 표시기                                                                                                  |
| 234  | 0xEA | 평균 삭제 수 AND Maximum Erase Count                                                                                |
| 235  | 0xEB | Good Block Count AND System(Free) Block Count                                                                       |
| 240  | 0xF0 | 헤드 플라잉 시간 |
| 240  | 0xF0 | 전송 오류율, 헤드 비행시간 (Transfer Error Rate (후지쯔))                                                           |
| 241  | 0xF1 | 호스트 총 기록량 (Total LBAs Written)                                                                               |
| 242  | 0xF2 | 호스트 총 읽기량 (Total LBAs Read)                                                                                  |
| 250  | 0xFA | 읽기 오류 재시도율                                                                                                  |
| 254  | 0xFE | 낙하 보호 |